# Hemictenius kryzhanovskii
Hemictenius kryzhanovskii är en skalbaggsart som beskrevs av Nikolajev och Shukronajev 1977. Hemictenius kryzhanovskii ingår i släktet Hemictenius och familjen Melolonthidae. Inga underarter finns listade i Catalogue of Life.